# Station Jaworzno Azot
Station Jaworzno Azot is een spoorwegstation in de Poolse plaats Jaworzno.